# ليجني ليه أير
ليجني ليه أير (بالفرنسية: Ligny-lès-Aire)‏ هي بلدية تقع في إقليم باد كاليه من منطقة نور با دو كاليه في شمال فرنسا. تبلغ مساحة هذه المدينة 8.04 (كم²)، وترتفع عن سطح البحر 180 م، يبلغ عدد سكانها 569 نسمة حسب إحصاء المعهد الوطني للإحصاء والدراسات الاقتصادية سنة 2009 م. وترأس Valentin Pont البلدية خلال فترة (2008-2014).